# Zevender
Zevender est un hameau situé dans la commune néerlandaise de Lopik, dans la province d'Utrecht.

## Histoire
Zevender fut une commune indépendante jusqu'au 8 septembre 1857, date de son rattachement à la commune de Willige Langerak.